# Municipio de Lawrence (condado de Roberts, Dakota del Sur)
El municipio de Lawrence (en inglés: Lawrence Township) es un municipio ubicado en el condado de Roberts en el estado estadounidense de Dakota del Sur. En el año 2010 tenía una población de 260 habitantes y una densidad poblacional de 4,52 personas por km².

## Geografía
El municipio de Lawrence se encuentra ubicado en las coordenadas 45°31′8″N 96°56′27″O / 45.51889, -96.94083. Según la Oficina del Censo de los Estados Unidos, el municipio tiene una superficie total de 57.56 km², de la cual 57,53 km² corresponden a tierra firme y (0,05 %) 0,03 km² es agua.

## Demografía
Según el censo de 2010, había 260 personas residiendo en el municipio de Lawrence. La densidad de población era de 4,52 hab./km². De los 260 habitantes, el municipio de Lawrence estaba compuesto por el 23,46 % blancos, el 73,08 % eran amerindios, el 1,15 % eran de otras razas y el 2,31 % eran de una mezcla de razas. Del total de la población el 4,62 % eran hispanos o latinos de cualquier raza.